# Diaea pilula
Diaea pilula är en spindelart som först beskrevs av Ludwig Carl Christian Koch 1867.  Diaea pilula ingår i släktet Diaea och familjen krabbspindlar. Inga underarter finns listade i Catalogue of Life.